# Koverninsky (huyện)
Huyện Koverninsky (tiếng Nga: ? райо́н) là một huyện hành chính tự quản (raion), của Tỉnh Nizhny Novgorod, Nga. Huyện có diện tích 2355 kilômét vuông, dân số thời điểm ngày 1 tháng 1 năm 2000 là 23300 người. Trung tâm của huyện đóng ở Kovernino.